# Ai limiti dell'incredibile
Ai limiti dell'incredibile (Quinn Martin's Tales of the Unexpected) è una serie televisiva statunitense in 8 episodi andati in onda per la prima volta nel corso di una sola stagione nel 1977 sulla rete NBC. In Italia la serie fu trasmessa solo nel 1986.
È una serie televisiva di tipo antologico in cui ogni episodio è una storia unica presentata di volta in volta con la voce di William Conrad (nella versione in lingua inglese). La serie fu creata e prodotta da Quinn Martin. Tra gli attori protagonisti: Lloyd Bridges (nel sesto episodio Force of Evil) e Bill Bixby e Dean Stockwell (nell'ottavo episodio, l'ultimo, No Way Out). Il titolo originale della serie è Quinn Martin's Tales of the Unexpected o anche Tales of the Unexpected, da non confondersi con l'omonima serie britannica trasmessa poi in Italia con il titolo de Il brivido dell'imprevisto. Le storie spaziano dal genere fantascientifico al thriller e all'orrore.

## Episodi
| Stagione       | Episodi | Prima TV USA | Prima TV Italia |
| -------------- | ------- | ------------ | --------------- |
| Stagione unica | 8       | 1977         | 1986            |